# Phaenostoma posticatum
Phaenostoma posticatum är en skalbaggsart som först beskrevs av Sharp 1887.  Phaenostoma posticatum ingår i släktet Phaenostoma och familjen palpbaggar. Inga underarter finns listade i Catalogue of Life.